# Петлюрівці
Петлюрівці — прихильники політики отамана Симона Петлюри, діяли як у Польщі, так і серед емігрантів на Заході. Це також був популярний термін для прихильників уряду Української Народної Республіки. У російських джерелах, часто, — позначення прихильників українського національно-визвольного руху.
Були присутні у роботах Українського Національного Комітету, Української Національної Ради, як і уряди Української Народної Республіки в екзилі.